# Collaos
Collaos es una  variedad cultivar de manzano (Malus domestica) Esta manzana es originaria de Asturias y es una de las 76 variedades de manzana que se incluyen en la D.O.P. Sidra de Asturias. Está cultivada en la colección de manzanos asturianos del SERIDA.

## Sinonimia
- "Manzana Collaos"

## Características
El manzano de la variedad 'Collaos' tiene un vigor medio. Silueta de la estructura de ramificación (sistema de formación en eje): 7 a 8. Tipo de fructificación: II
Época de inicio de floración (promedio periodo 2005-2009): De floración tardía, principios de la primera decena de mayo; tiene un comportamiento en cuanto floración semejante al de la variedad 'Amariega' y 'Xuanina'.
La variedad de manzana Collaos tiene un fruto de tamaño mediano, con una forma globulosa troncónica o globulosa cónica, con una altura de 66 mm, y una anchura de 71-75 mm; con una relación altura-diámetro intermedia de 0,86 a 0,95; posición del diámetro máximo hacia el pedúnculo. Pruina de la epidermis ausente o débil, siendo la textura de la epidermis lisa, estado ceroso de la epidermis ausente o débil; color de fondo de la epidermis verde o amarillo verdoso, sobrecolor ausente o muy bajo; color del sobrecolor tostado, con una intensidad de color lavado, y con una cantidad de "russeting" (pardeamiento áspero superficial que presentan algunas variedades) baja.
Acostillado interior de la cubeta ocular de débil a medio; coronamiento final del cáliz también llamado perfil de cubeta es ligeramente ondulado a ondulado, apertura del ojo es cerrado, y tamaño del ojo es pequeño; profundidad de la cubeta ocular es de media a poco profunda, y la anchura de la cubeta ocular es de estrecha a media, y la cantidad de "russeting" en cubeta ocular es baja. Longitud de los sépalos de medianos 4-5 mm a cortos <3 mm.
Longitud del pedúnculo muy corto (≤10 mm) a corto (11-15 mm), espesor del pedúnculo es delgado, profundidad cubeta peduncular es profunda, y la anchura de la cubeta peduncular es ancha, y la cantidad de "russeting" en la cubeta peduncular es de media a alta. Relación cubeta ocular-cubeta peduncular es troncónica.
Densidad de las lenticelas de medianamente numerosas a numerosas, tamaño de las lenticelas es pequeño, siendo el color núcleo de la lenticela marrón,  sin aureola o con aureola blanca. Color de la pulpa blanco verdoso; apertura de lóculos en sección transversal, están algo abiertos, y algunos cerrados.
Maduración de segunda a tercera decena de noviembre.

## Rendimientos de producción
Producción: Entrada en producción rápida, cuando alcanza la plena producción esta es >30 t/ha. Nivel de alternancia medio (contrañada).
Rendimiento en mosto (l/100 kg): 57,4 ± 3,5. Azúcares totales (g/l): 90,1 ± 7,8. Acidez total (g/l H2SO4): 4,9 ± 0,9. pH: 3,77 ± 0,19 Fenoles totales (g/l ac. Tánico): 1,0 ± 0,3. Grupo tecnológico: Semiácido.

## D.O.P.Sidra de Asturias
La Denominación de Origen Protegida (D.O.P.) sidra de Asturias se ha de elaborar exclusivamente con manzanas procedentes de parcelas asturianas inscritas en el “Consejo Regulador de la Denominación de Origen”, que es el organismo oficial que según el artículo 10 del reglamento (CEE 2081/92) acreditado para certificar que una sidra cumpla los requisitos establecidos en su reglamento para ser “Sidra de Asturias”.
En la actualidad (2018) cuenta con 31 lagares, 322 cosecheros y 843 hectáreas registradas y auditadas.

## Sensibilidades
- Oidio: ataque muy débil
- Moteado: ataque muy débil
- Momificado: ataque débil[8]
- Chancro del manzano: ataque medio.[4][9]